# أتراك القراي
القاراي  أو قراي  الأتراك هم أقلية تركية توجد في الغالب في المنطقة المعروفة تاريخياً خراسان الكبرى، وخاصة في تربت حيدرية الواقعة في إيران
في بداية حكم القاجاريين، كان قراي الأتراك منتشرين حتى خارج جنوب خراسان عبر المنطقة الصحراوية لسيستان.  يقال بحسب الباحث مالكولم (ولد عام 1829) أن قاراي الأتراك من بلاد فارس جاؤوا من "تارتاري" نتيجة حملات تيمورلنك.  وفي حكم أفشاريد نادر شاه (حكم من 1736 إلى 1747)، استقروا في خراسان . قبل ذلك الوقت ، يبدو أنه تم العثور على قاراي أيضًا في أذربيجان. يذكر آدم أوليريوس ، الذي سافر إلى أذربيجان عام 1638، قاراي كواحدة من قبائل موغان.

## الأصول
قد يُشتق اسمهم (الذي يعني "أسود") في نهاية المطاف من الكيرايت ، وهو نظام حكم تركي-مغولي في القرن الحادي عشر في آسيا الوسطى تم امتصاصه في الإمبراطورية المغولية والمشاركة في الغزوات المغولية في القرن الثالث عشر ، ولكن قد يكون مرتبطًا أيضًا بغزوات المغول في القرن الثالث عشر. مختلف مجموعات آسيا الوسطى الأخرى. 
نظرًا لأن "الأسود" ( Qara / قارا ) هو تسمية تركية لـ "الشمال" ، فقد كان معرفًا قبليًا مستخدَمًا بشكل متكرر بين الشعوب التركية المبكرة ، وهناك العديد من مجموعات القفجاق المعروفة بهذه الصفة. أقدم ذكر لها ، وليس بالضرورة ذات صلة، هي "التتار السود"، أحد أقسام خاقانية روران في مصادر تانغ.[بحاجة لمصدر] وفي الوقت نفسه، في الطرف الغربي من السهوب، كان هناك من "التتار السود" هم نفسهم قوات التتار التي تخدم الإمبراطورية البلغارية الأولى

## التاريخ
تم تحديد ظهورهم في مقاطعة خراسان الكبرى مع كيري(بالقازاقية: Керей)‏ ، ادعت مجموعة كازاخستانية من وسط جزء الكازاخية بينما الأرجينز ينحدرون من القيراطز.  أصبحوا مؤثرين في القرن الثامن عشر ، بعد أن أصبح زعيمهم ، أمير خان ، حاكم مشهد في عهد أحمد شاه دوراني في عام 1749. بلغت قوتهم السياسية ذروتها في أوائل القرن التاسع عشر تحت قيادة إسحاق خان قرائي-ترباتي . كان إسحاق خان قد قدم لآغا محمد خان قاجار في عام 1795 ، ولكن في ظل حكم فتح علي شاه حقق استقلالًا ذاتيًا بحكم الواقع عن حكومة قاجار المركزية ، واستولى على مشهد عام 1813. لكن لاحقًا ، في عام 1816 ، انهار تحالف قبيلة إسحاق خان وقتل في مشهد.
خلف إسحاق خان ابنه محمد خان ، الذي تمكن من الاحتفاظ "بنوع من الوجود شبه المستقل"  ولكن في النصف الثاني من القرن التاسع عشر ، فقد زعماء كاراي معظم ثرواتهم ونفوذهم. جورج ن. كرزون ، الذي زار المنطقة في عام 1889 ، وصف المنطقة بأنها "دمرت بشكل رهيب بسبب الخراب التركماني والمجاعة الكبرى". 

## التركيبة السكانية
تم العثور على عدد صغير من سكان قراي في محافظة كرمان ، تضم حوالي 420 أسرة اعتبارًا من عام 1957 ، تتمركز في قرية تانغو.  وفي مقاطعة فارس ، حيث توجد العشائر التي تستخدم اسم قراي داخل اتحادات قبائل قشقاي وخمسة وماماساني. يستشهد Oberling (1960: 101) بملفات الجيش الإيراني لعام 1956 والتي بموجبها تم نقل قراي كرمان وفارس من خراسان خلال السلالة الصفوية .

## أنظر أيضا
- الأعراق في إيران
- الأتراك الخراسانيون
- قيزلباش
- قرايلار
- الكيرايت
- قراي
- كاراي